# Farnese (Latium)

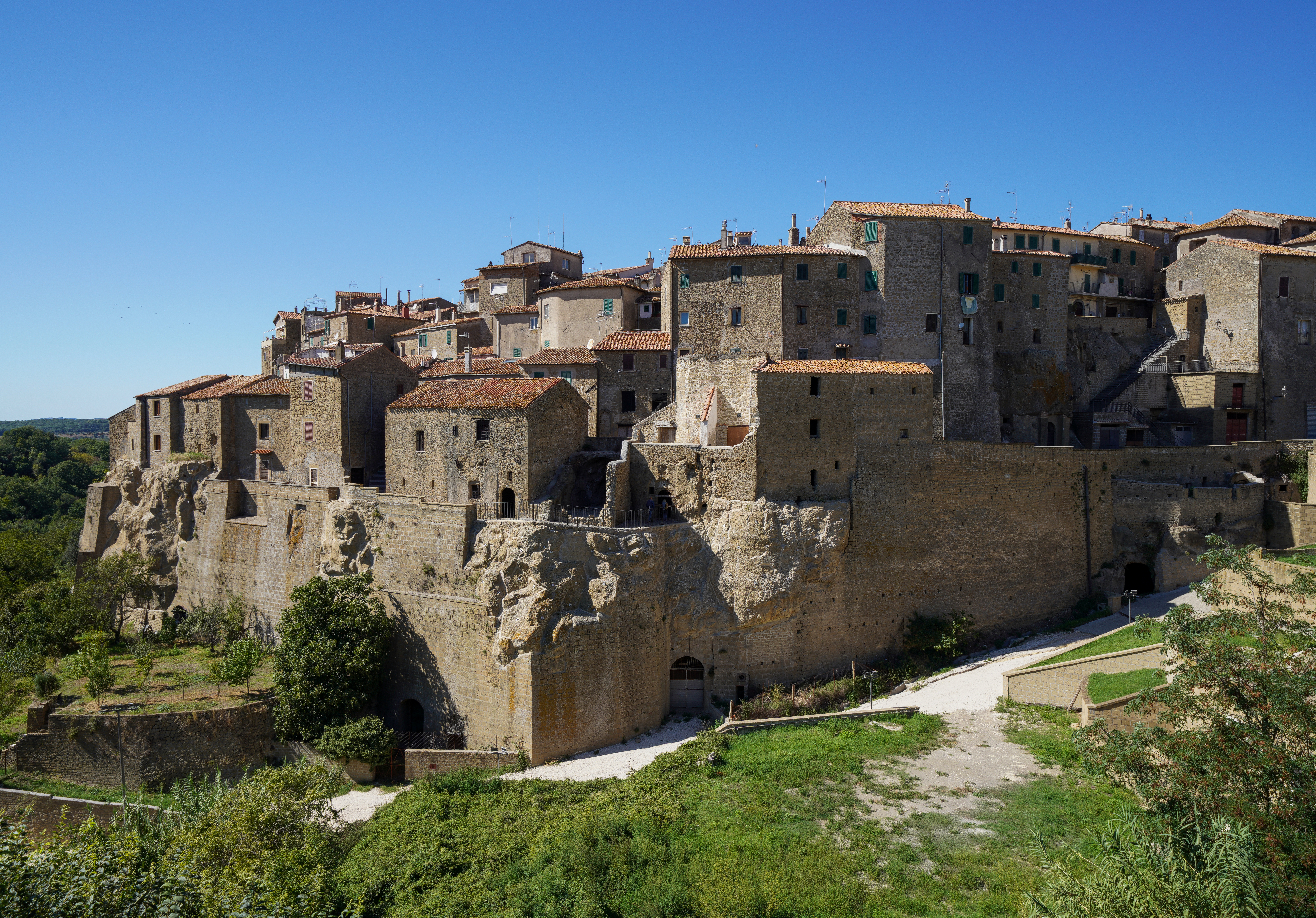
Farnese

Farnese ist eine Gemeinde mit 1382 Einwohnern (Stand 31. Dezember 2023) in der Provinz Viterbo in der italienischen Region Latium.

## Geographie
Farnese liegt 119 km nordwestlich von Rom und 43 km nordwestlich von Viterbo.
Es liegt im vulkanischen Hügelland des südlichen Tuscien, am Westabhang der Monti Volsini westlich des Bolsenasees. Einen großen Teil des Gemeindegebiets nimmt der Naturpark Selva del Lamone ein.
Die Nachbargemeinden sind Ischia di Castro, Pitigliano (GR) und Valentano.

### Verkehr
Farnese ist über die Staatsstraße SS 312 Via Castrense, die vom Bolsenasee zur Via Aurelia bei Montalto di Castro führt, erreichbar.

## Geschichte
Der Name Farnese leitet sich vom antiken Namen Castrum Farneti (Burg der Eichen) her. Farnia ist die italienische Bezeichnung der Stieleiche. Der Ort gab auch der hier ansässigen Adelsfamilie Farnese ihren Namen.

## Bevölkerungsentwicklung
| Jahr      | 1881 | 1901 | 1921 | 1936 | 1951 | 1971 | 1991 | 2001 | 2011 |
| Einwohner | 2780 | 3227 | 3015 | 2843 | 2807 | 2140 | 1832 | 1729 | 1627 |

Quelle ISTAT

## Politik
Giuseppe Ciucci amtiert seit dem 26. Mai 2019 als Bürgermeister.

### Partnerstädte
- Beaumont-de-Pertuis in der Provence.

### Wappen
Auf rotem Schild eine grüne Eiche (Farnia) flankiert von zwei goldenen Lilien aus dem Wappen der Adelsfamilie Farnese.

## Söhne und Töchter des Ortes
- Victor Brecheret (1894–1955), italienisch-brasilianischer Bildhauer
- Antonio Taffi (1897–1970), Erzbischof und Diplomat